# Мъртвата зона (сериал)
„Мъртвата зона“ (на английски: The Dead Zone) е американско–канадски научнофантастичен сериал.
Участва Антъни Майкъл Хол в ролята на Джони Смит, който открива, че е придобил психически способности след като се събужда от кома. Сериалът, „базиран на персонажи“ от романа на Стивън Кинг от 1979 г., „Мъртвата зона“, дебютира през 2002 г. и е продуциран от Lions Gate Television and CBS Paramount Television за телевизия USA Network. Шести сезон, описан като „сезонът, който променя всичко“, стартира на 17 юни 2007 г. и завършва на 16 септември.
След 6 сезона сериалът е прекратен през декември 2007 г.

## „Мъртвата зона“ в България
В България сериалът започва излъчване на 11 януари 2003 г. по Нова телевизия, всяка събота и неделя от 14:00. Излъчени са първи, втори и трети сезон. Ролите се озвучават от артистите Силвия Русинова, Радосвета Василева, която по-късно е заместена от Мариана Станишева, Светозар Кокаланов, Силви Стоицов и Васил Бинев.
По-късно започва излъчване по AXN със субтитри на български, където биват повторени първите три сезона. Четвърти сезон е излъчен в края на 2007 г. След пети сезон, през септември 2008 г. започва и последният шести сезон.
Повторенията са излъчвани и по AXN Sci-Fi.
На 17 август 2010 г. започва излъчване по TV7 с разписание всеки делничен ден от 13:00 и 23:00. Дублажът е записан наново. Ролите се озвучават от артистите Ева Демирева, Гергана Стоянова, Ивайло Велчев, Станислав Димитров и Иван Танев.